# Вешкурцев, Пётр Филимонович
Пётр Филимонович Вешкурцев (1858—1932) — кораблестроитель, участник русско-японской войны, флагманский корабельный инженер командующего флотом в Тихом океане адмирала С. О. Макарова, защитник Порт-Артура, в 1905—1913 годах — начальник Балтийского судостроительного завода, член Морского учебного комитета, начальник кораблестроительного отделения Главного управления кораблестроения Морского министерства Российской империи, генерал-лейтенант Корпуса корабельных инженеров, с 1917 года — помощник начальника Морских сил Республики по технической части, с 1925 года — наблюдающий Морского регистра СССР.

## Биография
Пётр Филимонович Вешкурцев родился 16 декабря 1858 года .
В службе с 1876 года. В 1879 году окончил Техническое училище Морского ведомства в Кронштадте и произведён в чин кондуктора Корпуса корабельных инженеров. С 1880 по 1904 годы работал в разных должностях кораблестроительной части Кронштадтского порта.
В 1882 году окончил кораблестроительное отделение Николаевской морской академии. В 1884—1885 года участвовал в разработке и конкурсе на лучший проект небольших быстроходных бронепалубных крейсеров (проект получил третью премию), по типу которых иностранным фирмам были заказаны крейсеры «Боярин» и «Светлана».
В 1895—1896 годах был командирован в Гавр (Франция) на судостроительную фирму «Форж э Шантье деля Медитерранне», наблюдающим за постройкой крейсера 1 ранга «Светлана». В сентябре 1898 года младший судостроитель П. Ф. Вешкурцев был включён в комиссию Кронштадтского порта по осмотру броненосного крейсера «Адмирал Нахимов» после его длительного перехода из Владивостока в Кронштадт, а затем назначен наблюдающим за ремонтом корабля.
В 1900 году находясь в командировке в Копенгагене П. Ф. Вешкурцев по распоряжению Управляющего Морским министерством П. П. Тыртова ознакомился с проектом подводной лодки корабельного инженера судостроительной фирмы «Бурмейстер и Вайн» Георга Ховгаарда, сделал подробные выписки и скопировал основные чертежи. Материалы, переданные им в Петербург в1901 году, были использованы при строительстве первой российской подводной лодки «Дельфин».
В 1901 году Вешкурцев произведён в чин старшего судостроителя (в 1907 переименован в полковники Корпуса корабельных инженеров).

### Участие в Русско-японской войне
В 1904 году по приглашению адмирала С. О. Макарова перевёлся на Дальний Восток флагманским корабельным инженером командующего флотом в Тихом океане. Вместе с адмиралом Макаровым 24 февраля прибыл в Порт-Артур. В ходе Русско-японской войны 1904—1905 годов в Порт-Артуре вместе с Н. Н. Кутейниковым организовал скоростной ремонт повреждённых в бою от мин и торпед броненосцев, разработав технологию бездокового ремонта подводной части корпуса, для чего использовались им же сконструированные деревянные кессона по примеру подводных конструкций, впервые в отечественной истории кораблестроения придуманных и созданных самоучкой-корабелом П. А. Титовым в 1884 году при ремонте винтового корвета «Витязь» без ввода в док. Благодаря этому эскадренные броненосцы «Цесаревич», «Севастополь», «Победа», крейсера «Паллада» и «Баян» были снова введены в строй всего за несколько недель
Под руководством Вешкурцева был восстановлен миноносец «Бесшумный», который подорвался на японской мине 8 мая 1904 года. В результате взрыва на миноносце произошла деформация кормы и центровка гребных валов, практически полностью разрушен ахтерштевень. В плохо оснащённых порт-артурских мастерских выполнить ремонтные работы было сложно. По предложению Вешкурцева, кормовой набор выпрямили с помощью талрепов, домкратов и упоров. Вместо гребных валов натянули проволоку, и под неё подгоняли кронштейны, которые делали следующим образом: в течение нескольких часов их разогревали дровами на подвесной жаровне, а затем осторожно гнули домкратами или «мягкими» ударами. Вынужденно упрощенная и импровизированная технология обеспечила хорошую центровку гребных валов. 12 июля ремонт был завершен, а 19 июля «Бесшумный» вышел в море и показал хорошие ходовые качества.
9 августа 1904 года, после бомбардировки Порт-Артура перекидным огнём японской осадной 120-мм артиллерии, броненосец «Ретвизан» получил семь попаданий, причём одно из них в подводную часть. Через пробоину броненосец принял до 400 тонн воды. В течение ночи под руководством старшего корабельного инженера Вешкурцева пробоина была заделана железом и деревом с укреплением переборок смежных отделений. На утро броненосец вышел в море.
В 1905 году Вешкурцев вернулся в Россию и был назначен главным корабельным инженером Кронштадтского порта.

### Начальник Балтийского завода
В сентябре 1905 года был назначен начальником Балтийского судостроительного завода, в этой должности проработал до 1913 года. Под руководством Вешкурцева П. Ф. на заводе была организована постройка подводных лодок типа «Барс», подводных заградителей «Амур», «Енисей». Тогда же были построены первые отечественные броненосцы «Андрей Первозванный» и «Император Павел I», начато строительство первых линейных кораблей дредноутного типа «Севастополь», «Петропавловск» и другие. В 1907 году произведён в чин генерал-майора.
По ходатайству начальника завода генерал-майора П. Ф. Вешкурцева была построена Церковь Балтийского судостроительного и механического завода во имя Св. Николая Чудотворца. В 1912 году на заводе был создан воздухоплавательный отдел для строительства дирижаблей. В 1914 году Вешкурцев был награждён Высочайше утверждённым Золотым жетоном Особого комитета по усилению военно-воздушного флота России.
Вешкурцев П. Ф. являлся членом Морского учёного комитета и членом правления треста николаевского судостроительного завода «Наваль» — «Руссуд».
6 декабря 1913 года ему был присвоен чин генерал-лейтенанта Корпуса корабельных инженеров, 10 декабря того же года назначен на должность начальника Главного управления кораблестроения Морского министерства Российской империи. Весной 1914 года курировал разработку проекта с 16" артиллерией по техническим заданиям Морского Генерального штаба.
С 1917 года — помощник начальника Морских сил Республики по технической части. В 1918 году организовал и возглавил первую судоподъемно-водолазную организацию, поднявшую затонувшее на реке Неве госпитальное судно «Народоволец». Позднее работал в «Судотресте», занимался использованием для нужд народного хозяйства недостроенных крейсеров. С 1925 года — наблюдающий Морского регистра СССР.
Пётр Филимонович Вешкурцев был женат, имел троих детей. Умер 1932 году.

## Награды
- орден Святого Станислава 2 степени (1898);
- орден Святой Анны 2 степени (1903);
- орден Святого Владимира 4 степени с мечами и бантом (23 августа 1904);
- орден Святого Владимира 3 степени с мечами (13 декабря 1904);
- орден Святого Станислава 1 степени (1910);
- орден Святой Анны 1 степени (1 января 1913).
- орден Святого Владимира 2 степени (30 июля 1916);
- серебряная медаль «В память русско-японской войны» (1906);
- наследственный наградной знак и светло-бронзовая медаль «В память 300-летия царствования дома Романовых» (1913);
- светло-бронзовая медаль «В память 200-летия морского сражения при Гангуте» (1915);
- нагрудный знак Крест «За Порт-Артур» (1914)[1].

Иностранные
- орден Почётного легиона, кавалер (Chevalier) (Франция, 1893);
- орден Данеброг, кавалер (Дания, 1901);
- орден Почётного легиона, Офицер (Officier) (Франция, 1902);
- орден Почётного легиона, командор (Commandeur) (Франция, 1914);
- орден Красного креста (Черногория, 1915)[1].